# هيسدين لابي
هيسدين لابي (بالفرنسية: Hesdin-l'Abbé)‏ هي بلدية تقع في إقليم باد كاليه من منطقة نور با دو كاليه في شمال فرنسا. تبلغ مساحة هذه المدينة 7.39 (كم²)، وترتفع عن سطح البحر 11 م، يبلغ عدد سكانها 1950 نسمة حسب إحصاء المعهد الوطني للإحصاء والدراسات الاقتصادية سنة 2009 م. وترأس Jacques Pochet البلدية خلال فترة (2008-2014).